# Rulunghelok
Rulunghelok is een bestuurslaag in het regentschap Lampung Selatan van de provincie Lampung, Indonesië. Rulunghelok telt 7511 inwoners (volkstelling 2010).